# Шафар, Александра Петровна
Александра Петровна Шафар, в девичестве Дулиба (род. 9 января 1988, Ельск, Гомельская область) — белорусская и украинская легкоатлетка, специалистка по бегу на длинные дистанции и марафону. Победительница Лос-Анджелесского марафона, участница ряда крупных международных стартов, в том числе чемпионата мира в Дохе.

## Биография
Александра Шафар родилась 9 января 1988 года в городе Ельске Гомельской области Белорусской ССР. Позже вместе с семьёй переехала в агрогородок Бабиничи Оршанского района Витебской области — училась в местной школе, здесь начала заниматься спортом, проходила подготовку под руководством тренера Александра Григорьевича Вежика.
Окончила Витебское училище олимпийского резерва и Белорусский государственный университет физической культуры. Начинала спортивную карьеру как лыжница, но спустя три года перешла в бег на длинные дистанции — была подопечной тренера Игоря Николаевича Осьмака.
Начиная с 2010 года активно выступала на различных шоссейных стартах в Европе, преимущественно на территории Польши.
В 2013 году дебютировала на марафонской дистанции и с результатом 2:26:08 сразу же стала победительницей престижного Лос-Анджелесского марафона. В том же году финишировала четвёртой на Чикагском марафоне, установив при этом национальный рекорд Белоруссии — 2:23:44.
В 2014 году стала шестой на Бостонском марафоне (2:21:29).
В 2015 году отметилась выступлением на Дубайском марафоне (2:23:06), вновь пробежала Бостон.
В 2016 году Международная федерация лёгкой атлетики (IAAF) дисквалифицировала Дулибу на два года в связи с абнормальными показаниями гематологического профиля в биологическом паспорте, а все её результаты, показанные в период с 11 октября 2013 года по 28 сентября 2015 года были аннулированы. В это время она вышла замуж за украинского марафонца Виталия Шафара, переехала на постоянное жительство в Киев и родила сына.
По окончании срока дисквалификации в октябре 2017 года возобновила спортивную карьеру. Получив украинское гражданство, представляла на соревнованиях Украину. Выступала под фамилией Шафар. В частности, в этом сезоне с результатом 2:33:06 заняла второе место на марафоне в Макао.
В 2018 году вновь бежала марафон в Макао — на сей раз показала время 2:36:39 и стала третьей.
В 2019 году представляла украинскую национальную сборную в марафоне на чемпионате мира в Дохе, но сошла здесь с дистанции из-за травмы колена, не показав никакого результата.
На чемпионате Украины по полумарафону 2020 года в Ковеле с личным рекордом 1:13:20 выиграла бронзовую медаль.